# 凯茜·夏普
凯茜·夏普（英語：Cassie Sharpe，1992年9月14日—），加拿大女子自由式滑雪运动员。她曾代表加拿大参加2018年冬季奥林匹克运动会自由式滑雪比赛，获得一枚金牌。2022年冬季奥林匹克运动会自由式滑雪比赛上獲得銀牌。